# Zitenga
 Zitenga  là một tổng của tỉnh Oubritenga  ở bắc trung bộ Burkina Faso. Thủ phủ của tổng này là thị xã Zitenga. Theo điều tra dân số năm 1996, tổng này có dân số 40.773 người .

## Các thị xã và các làng
- Thị xã Zitenga	(644 dân) (thủ phủ)
- Andem	(1 798 dân)
- Bagtenga	(913 dân)
- Barkoundouba-Mossi	(716 dân)
- Bendogo	(644 dân)
- Bissiga-Mossi	(597 dân)
- Bissiga- Yarcé	(1 700 dân)
- Boalla	(494 dân)
- Dayagretenga	(981 dân)
- Dimianema	(1 056 dân)
- Itaoré	(504 dân)
- Kogmasgo	(448 dân)
- Kolgdiessé	(410 dân)
- kologkom	(422 dân)
- Komnogo	(176 dân)
- Lallé 	(1 015 dân)
- Leléxé	(1 280 dân)
- Lemnogo	(1 409 dân)
- Nagtaoli	(281 dân)
- Nambéguian	(704 dân)
- Nioniokodogo Mossi	(375 dân)
- Nioniokodogo peulh	(1 122 dân)
- Nioniopalogo	(669 dân)
- Nonghin	(1 237 dân)
- Ouatinoma	(964 dân)
- Pedemtenga	(1 316 dân)
- Poédogo	(419 dân)
- Sadaba	(3 788 dân)
- Samtenga	(401 dân)
- Souka	(528 dân)
- Tamasgo	(1 127 dân)
- Tampanga	(312 dân)
- Tampelga	(1 084 dân)
- Tampouy-Silmimossé	(124 dân)
- Tampouy-Yarcé	(1 203 dân)
- Tanghin	(989 dân)
- Tanghin Kossodo peulh	(336 dân)
- Tankounga	(2 009 dân)
- Tanlili	(1 696 dân)
- Tiba	(477 dân)
- Toanda	(1 039 dân)
- Yamana	(1 222 dân)
- Yanga	(354 dân)
- Yargo	(871 dân)
- Zakin	(573 dân)
- Zéguédéguin	(346 dân)